# Robert Schade (Maler)
Robert Schade (* 11. Juni 1861 in Tarrytown, New York; † 24. Juni 1912 in Milwaukee) war ein US-amerikanischer Maler.

## Leben
Schade war Sohn der aus Pommern ausgewanderten Eheleute August und Augusta Schade, die 1863 nach Milwaukee zogen.
Im Alter von fünfzehn Jahren begann er mit dem Kunststudium bei der Milwaukee Art Association, wo er wegen seines Talentes von Henry Vianden unterrichtet wurde. Wie auch Robert Koehler und Carl von Marr, animierte ihn Vianden zum Studium in München an der dortigen Königlichen Akademie der Bildenden Künste. Nach seiner Rückkehr in die Vereinigten Staaten lehrte er an der Milwaukeer Kunstschule und wurde 1885 Mitarbeiter von William Wehners American Panorama Company. Einer seiner Mal- und Zeichenschüler war der Fotograf Edward Steichen. Er war Gründungsmitglied der Society of Milwaukee Artists, aus der die heutige Wisconsin Painters and Sculptors-Vereinigung hervorging.
Schade malte überwiegend Porträts, Stillleben und Landschaften. Eines seiner bekannten Gemälde stellt die Brände von Peshtigo dar, die er in seiner Kindheit im Alter von elf Jahren miterlebte und die offensichtlich große Eindrücke bei ihm hinterlassen hatten.